# Малая панда
Ма́лая па́нда, коша́чий медве́дь, кра́сная (рыжая) па́нда (лат. Ailurus fulgens) — млекопитающее из семейства пандовых, подотряда псообразных, отряда хищных, которое питается преимущественно растительностью; по размеру примерно соответствует крупным особям домашней кошки.

## Происхождение названия
Письменные упоминания об этом животном в Китае восходят к XIII столетию, но европейцы узнали о нём только в XIX веке. Официально «открыл» его в 1821 году английский генерал и натуралист Томас Хардвик, собиравший материал на территории английских колоний.

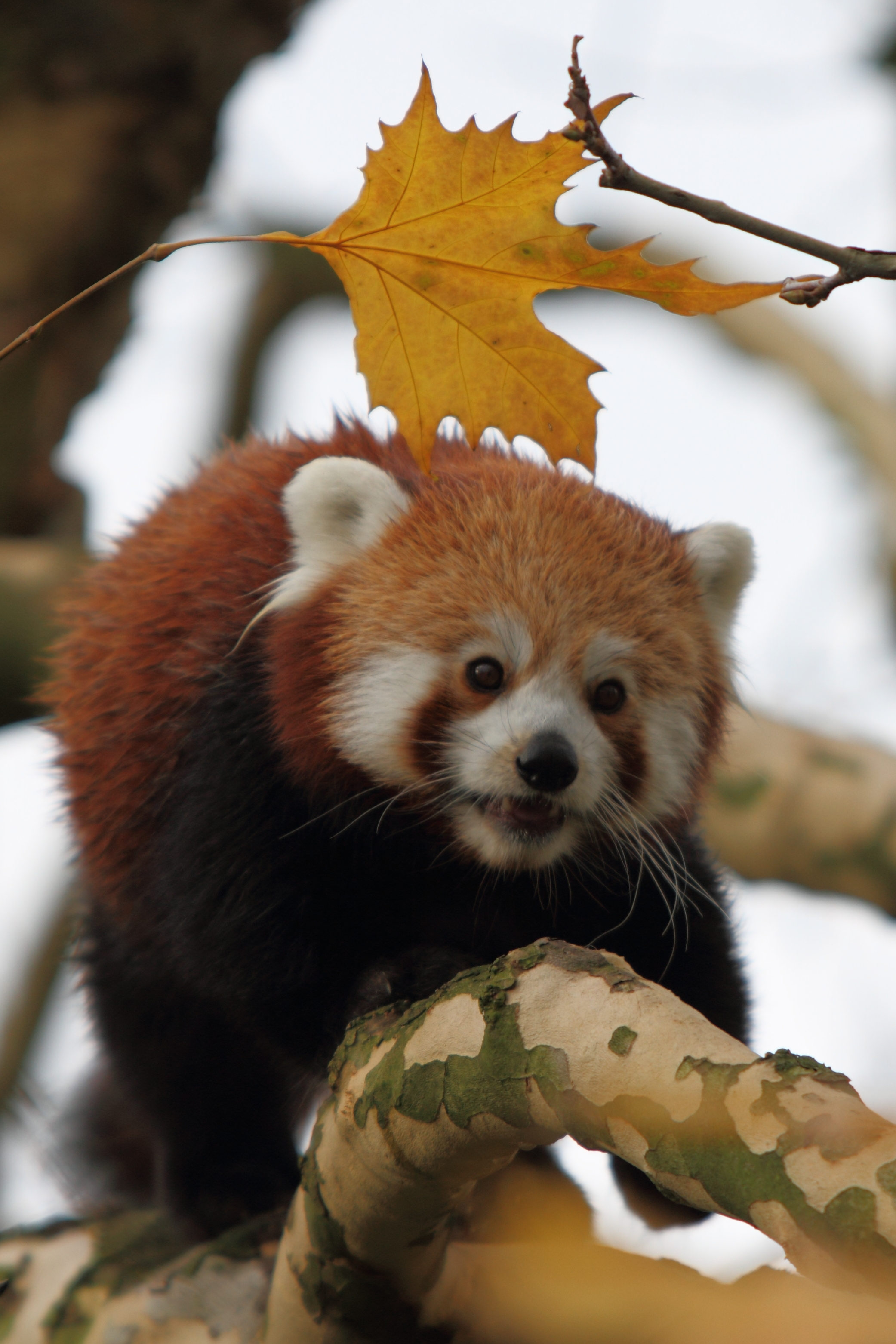
В зоопарке Роттердама, Нидерланды

Хардвик предложил называть это животное словом уа (wah), что является одним из его китайских названий, основанном на подражании издаваемым зверьком звукам. Тем не менее Хардвик задержался с возвращением в Англию со своими материалами, и латинское название — Ailurus fulgens, что можно перевести как «блистающая кошка», — новому животному успел дать французский натуралист Фредерик Кювье. Несмотря на возмущение английского сообщества, по принятому самими натуралистами правилу, единожды данное организму научное название уже не могло быть изменено.

## Описание
Длина тела составляет примерно 51—64 см, хвоста — 28—48 см. Вес гималайской малой панды — от 3,2 до 9,4 кг; самцы китайской малой панды весят от 4,2 до 13,4 кг, самки — 4-15 кг. Туловище удлинённое, хвост пушистый, голова широкая, с короткой острой мордочкой и маленькими округлыми ушками. Имеет 38 зубов. Лапы короткие, крепкие, с полувтяжными когтями, которые помогают панде легко забираться на деревья и спускаться с них.
Малые панды, как и большие, имеют на передних лапах «шестой (большой) палец», отстоящий от пяти обычных. На самом деле это ложный палец, который представляет собой видоизменённую сесамовидную кость запястья. Такая анатомическая особенность позволяет животному ловко лазать по веткам и легко управляться даже с тонкими побегами бамбука.
Учёные из Института генетики и биологии развития Китайской академии наук при содействии коллег из британского Института Сенгера провели исследование и пришли к выводу, что, хотя большая и малая панды имеют весьма отдалённого общего предка, жившего свыше 40 млн лет назад, «шестой палец» не унаследован ими от него, а появился значительно позднее. Каждый из этих двух видов, относящихся к разным семействам, независимо от другого обрёл описанное дополнение в ходе конвергентной эволюции: бамбуковая диета и потребность в удержании бамбуковых стеблей, по предположению исследователей, привели к закреплению генетических изменений, отразившихся в общих анатомических чертах малой и большой панд.
Мех малой панды сверху рыжего или орехового цвета, снизу тёмный, рыжевато-коричневый или чёрный. У волос на спине жёлтые кончики. Лапы глянцево-чёрные, хвост рыжий, с малозаметными более светлыми узкими кольцами, голова светлая, причём края ушей и мордочка почти белые, а около глаз рисунок в виде маски, как у енотов — этот рисунок уникален для каждой отдельной особи. Окрас служит камуфляжем — малые панды проводят бо́льшую часть времени на деревьях, покрытых мхами и лишайниками.

## Образ жизни

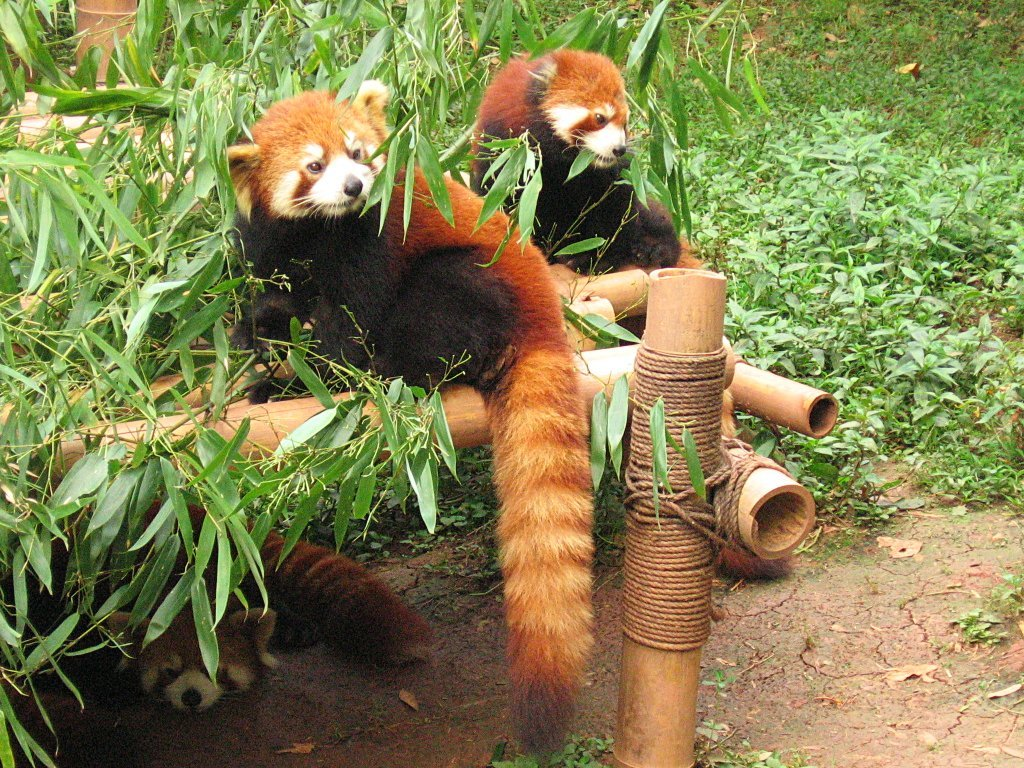
Малые панды едят бамбук

Хотя малая панда — представитель отряда хищных, 95 % её рациона составляют молодые листья и побеги бамбука. Остальные 5 % — это различные плоды, ягоды, грибы, птичьи яйца и даже мелкие грызуны. Коренные зубы красных панд имеют многочисленные бугорки, позволяющие хорошо перетирать и пережёвывать растительные волокна. Как и большая панда, малая не может переваривать целлюлозу, поэтому бамбук она ест с большей охотой, чем, например, листья. Зимой же, когда количество бамбука сокращается, рацион расширяется за счёт ягод, птичьих яиц, грибов. Независимо от времени года, малая панда должна съедать более 1,5 кг листьев и 4 кг молодых побегов бамбука в сутки.

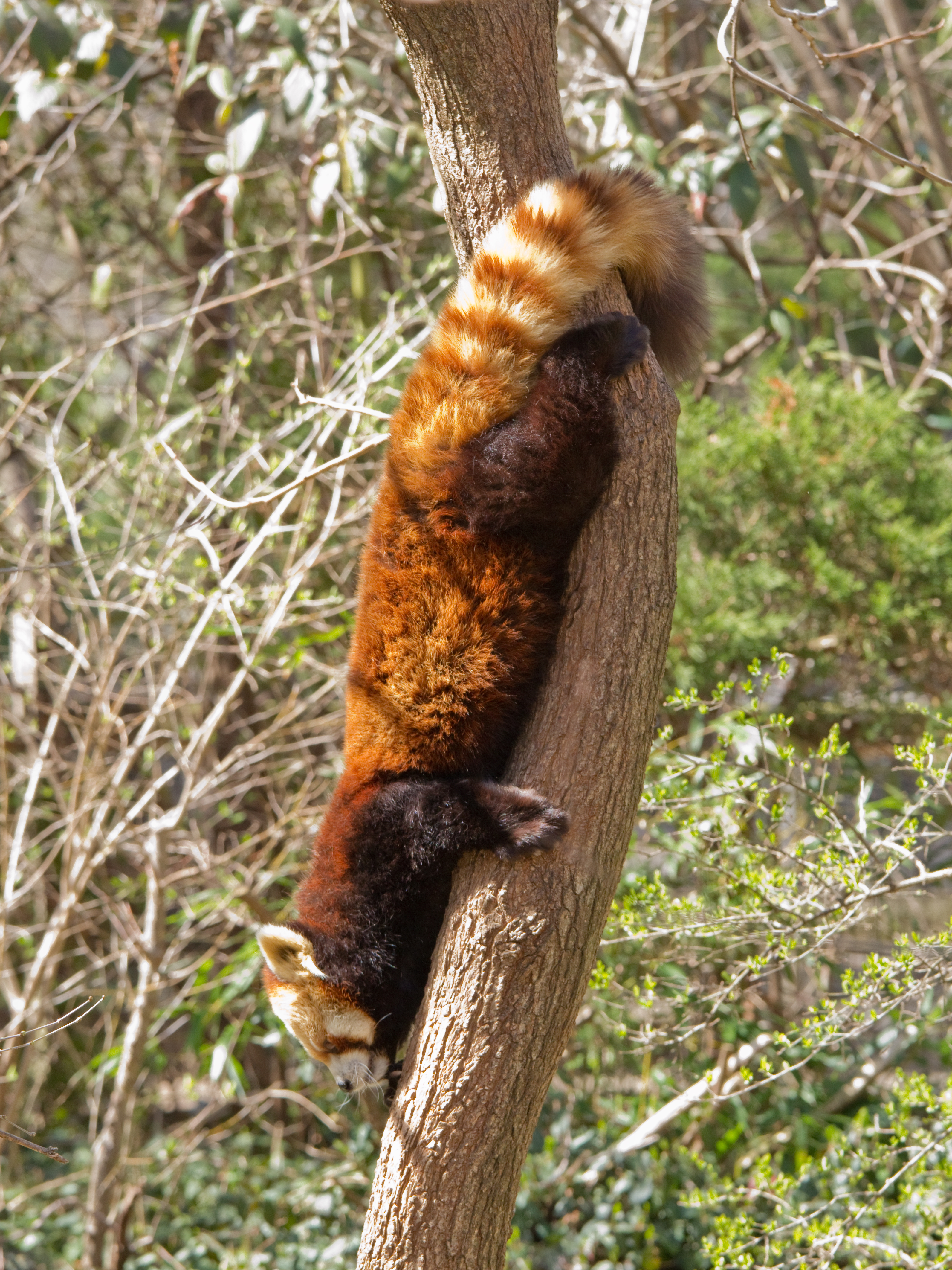
Малая панда спускается с дерева

В отличие от большой панды, малая весьма избирательна в питании. Если «бамбуковый медведь» ест практически все части бамбука, малая панда выискивает побеги понежнее. Наблюдения показали, что на приёмы пищи малые панды тратят по 13 часов в день.
В спокойном состоянии малые панды издают короткие звуки, напоминающие птичье щебетание.
Малая панда отличается миролюбивым характером и легко приживается в неволе.
Продолжительность жизни малой панды составляет 8-10 лет, хотя отдельные особи доживают и до 15. Рекордная продолжительность жизни в неволе составила 18,5 лет. Панды живут парами или семействами в лесах.

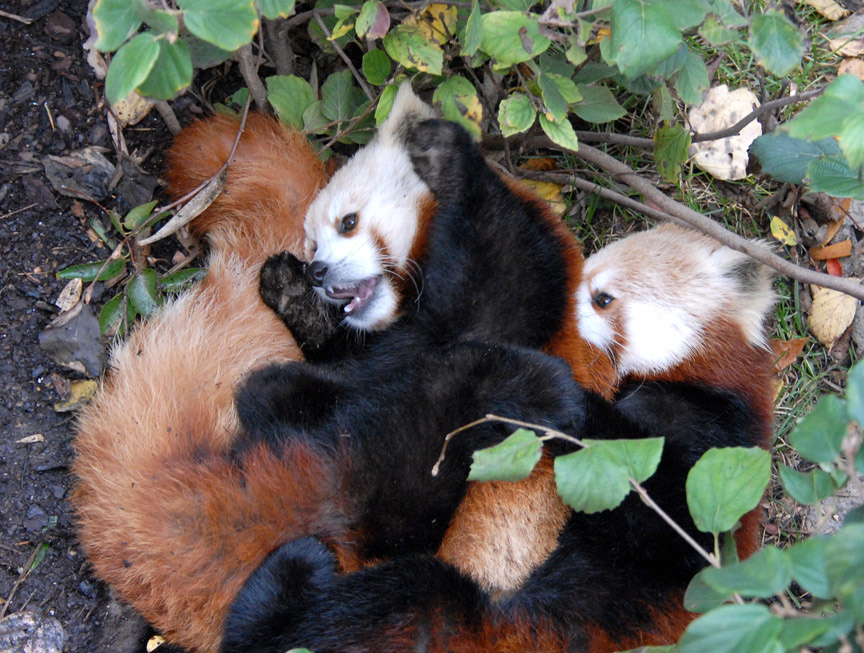
Детёныши красной панды играют

## Размножение
Период размножения у панд наступает в январе. Между спариванием и родами у самки проходит от 90 до 145 дней, из которых на собственно развитие зародыша приходится только 50 дней, так как развитие плода начинается не сразу после зачатия, а спустя довольно продолжительное время, называемое диапаузой.
Самцы редко принимают участие в воспитании детёнышей, разве что речь идёт о малых пандах, живущих в паре (или в группе)[уточнить].
Незадолго перед родами самка строит в дупле или расщелине скалы гнездо из веток и листьев. В этом гнезде и появляются на свет маленькие панды — слепые и глухие, массой около 100 г, цвет которых больше походит на бежевый (от светлого орехового до серого), чем на красный или оранжевый. Обычно 2-3 детёныша, но иногда их рождается сразу четыре, однако до самостоятельной жизни редко доживает больше одного. Растут детёныши очень медленно. Примерно на 18-й день они открывают глаза. Только в возрасте трёх месяцев их окраска приобретает характерный для взрослой особи цвет, они начинают выходить из гнезда и питаться твёрдой пищей. Немного позже, покинув гнездо, кочуют с матерью по её участку — до середины зимы (а по другим сведениям, и целый год). Половой зрелости молодые зверьки достигают в возрасте 18 месяцев. Тогда же они готовы иметь собственное потомство, однако особь считается взрослой, лишь начиная с 2-3-летнего возраста. С матерью они остаются иногда целый год, до нового помёта.

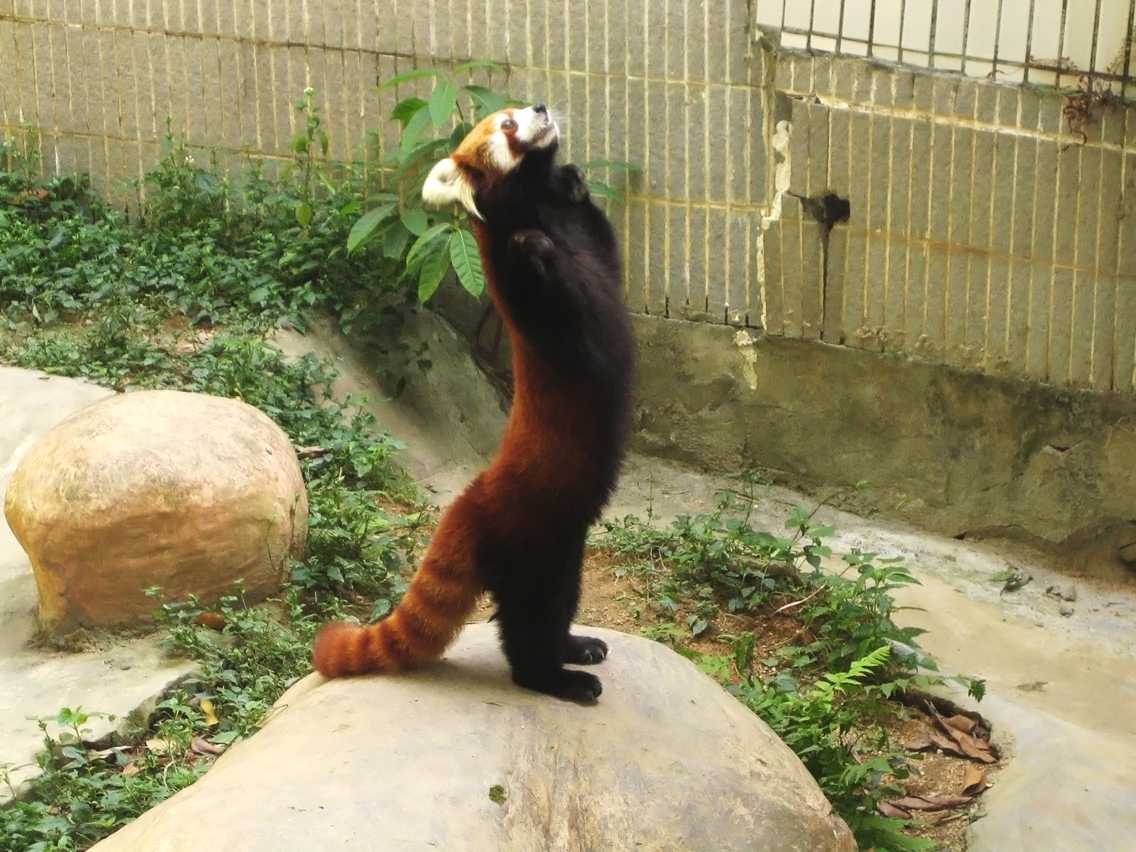
Малая панда стоит на задних лапах

## Эволюция
Палеонтологические раскопки показали, что малая панда (несмотря на своё название) является лишь отдалённым родственником большой панды (Ailuropoda melanoleuca). Их общий предок, предположительно, жил в раннем третичном периоде миллионы лет назад. Он был широко распространён на территории Евразии. Ископаемые остатки красных панд были найдены на территории от восточного Китая и до западной Великобритании. Палеонтологи находили ископаемые остатки малых панд даже в Северной Америке (в штатах Теннесси и Вашингтон) и предполагают, что это мог быть некий новый подвид красной панды, живший в миоцене.

## Систематика
Систематическое положение малой панды долгое время было неясно. Её относили то к семейству енотовых, то к медвежьим, то выделяли в отдельное семейство. Однако последние генетические исследования[какие?] показали, что малая панда образует собственное семейство Ailuridae, которое вместе с семействами скунсовых (Mephitidae), куньих (Mustelidae) и енотовых (Procyonidae) образует надсемейство куницеподобных (Musteloidea). Семейство Ailuridae выделено из семейства енотовых и включает один современный род с одним видом — красной пандой, а также её вымерших родственников из других родов (они имеют признаки всех вышеупомянутых семейств).

## Подвиды
Есть два подвида малой панды, существующие в наши дни. Первый — западная малая (красная) панда (Ailurus fulgens fulgens F. G. Cuvier, 1825) — живёт в западной части вышеупомянутого региона (Непал, Бутан). Второй подвид — малая (красная) панда Стайана (Ailurus fulgens styani Thomas, 1902) — живёт на востоке или северо-востоке своего[уточнить] ареала (южный Китай и северная Мьянма).

## Численность и содержание в неволе

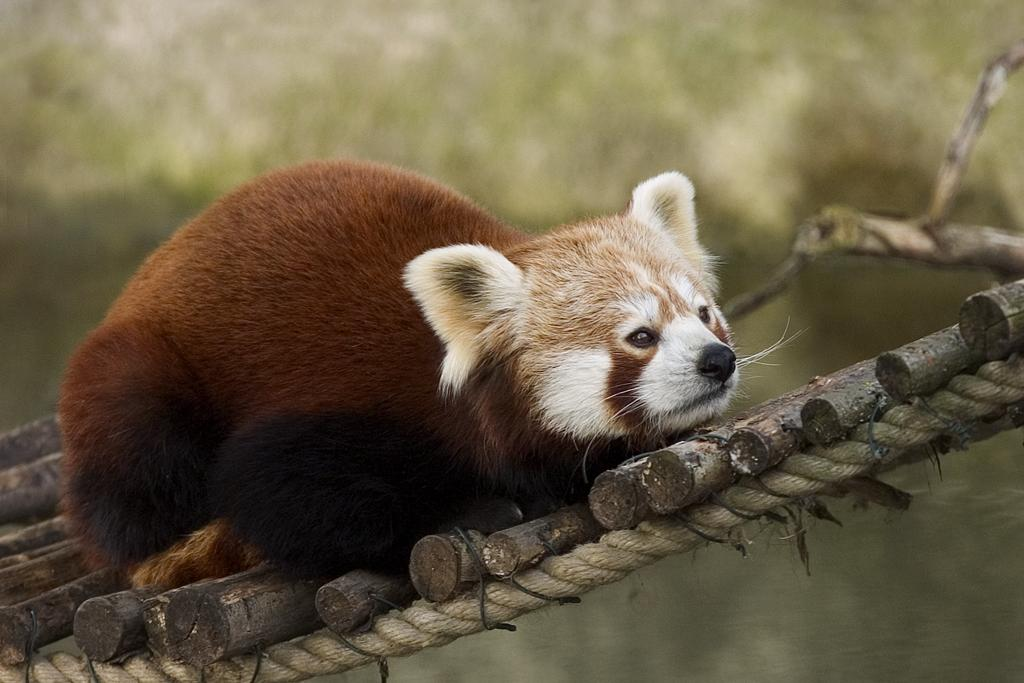
Малая панда в зоопарке Мюнхена

Хотя ареал малой панды занимает очень большую территорию и естественных врагов у неё немного, этот вид включён в списки Международной Красной книги со статусом «Подвергающийся опасности». Вид классифицировали как вымирающий, так как осталось всего 2500 особей (по другим данным, около 10 000). Дело в том, что численность зверьков в природе очень невысока. Кроме того, местообитания красной панды легко могут быть разрушены. Основную опасность представляет постоянная вырубка лесов в этих регионах, а также браконьерство и охота на малую панду на территории Индии и юго-западе Китая из-за её красивого меха (из которого делают шапки). За последние 50 лет популяция красных панд в районе Гималайских гор уменьшилась на 39 %.